# Бюджетное учреждение
Бюджетное учреждение — некоммерческая организация, созданная Российской Федерацией, субъектом Российской Федерации или муниципальным образованием для выполнения работ, оказания услуг в целях обеспечения реализации предусмотренных законодательством Российской Федерации полномочий соответственно органов государственной власти (государственных органов) или органов местного самоуправления в сферах науки, образования, здравоохранения, культуры, социальной защиты, занятости населения, физической культуры и спорта, а также в иных сферах.

## Определение
По мнению ряда специалистов, бюджетное учреждение определяется как учреждение непроизводственной сферы (социально-культурные, органы государственной власти и государственного управления, обороны, суды, прокуратура), получающие все необходимые средства из государственного бюджета.
Согласно федеральному закону от 12.01.1996 № 7-ФЗ «О некоммерческих организациях» бюджетное учреждение — некоммерческая организация, созданная Российской Федерацией, субъектом Российской Федерации или муниципальным образованием для выполнения работ, оказания услуг в целях обеспечения реализации предусмотренных законодательством Российской Федерации полномочий соответственно органов государственной власти (государственных органов) или органов местного самоуправления в сферах науки, образования, здравоохранения, культуры, социальной защиты, занятости населения, физической культуры и спорта, а также в иных сферах.

## Особенности функционирования
В смете доходов и расходов должны быть отражены все доходы б.у., получаемые как из бюджета и государственных внебюджетных фондов, так и от осуществления предпринимательской деятельности, в том числе доходы от оказания платных услуг, др. доходы, получаемые от использования государственной или муниципальной собственности, закрепленной за б.у. на праве оперативного управления, и иной деятельности.
При уменьшении уполномоченными органами государственной власти в установленном порядке средств соответствующего бюджета, выделенных целевым назначением для финансирования договоров, заключаемых б.у., такое учреждение и др. сторона подобного договора должны согласовать новые сроки, а если необходимо, то и др. условия договора. Сторона договора вправе потребовать от б.у. только возмещения реального ущерба, причиненного изменением условий договора.
На основе прогнозируемых объемов предоставления государственных или муниципальных услуг и установленных нормативов финансовых затрат на их предоставление, а также с учётом исполнения сметы доходов и расходов отчетного периода б.у. составляет и представляет бюджетную заявку на очередной финансовый год, которая подается на утверждение главному распорядителю или распорядителю бюджетных средств.
Б.у. использует бюджетные средства в соответствии с утверждённой сметой доходов и расходов. Федеральное казначейство РФ либо др. орган, исполняющий бюджет, совместно с главными распорядителями бюджетных средств определяет права б.у. по перераспределению расходов по предметным статьям и видам расходов при исполнении сметы. При исполнении сметы доходов и расходов б.у. самостоятельно в расходовании средств, полученных за счет внебюджетных источников. Б.у., подведомственное федеральным органам исполнительной власти, использует бюджетные средства исключительно через лицевые счета б.у., которые ведутся Федеральным казначейством РФ.

## Виды бюджетных учреждений
- ФГБУ — федеральное государственное бюджетное учреждение
- ГБУ — государственное бюджетное учреждение (к примеру, ГБУЗ)
- МБУ — муниципальное бюджетное учреждение
- ГБОУ — государственное бюджетное образовательное учреждение
- ГБНОУ — государственное бюджетное нетиповое образовательное учреждение
- МБОУ — муниципальное бюджетное образовательное учреждение
- и т.п.